# Грег Ван Ембург
Грег Ван Ембург (англ. Greg Van Emburgh; нар. 10 травня 1966) — колишній американський тенісист.
Найвищу одиночну позицію світового рейтингу — 253 місце досяг 9 жовтня 1989, парну — 38 місце — 22 березня 1993 року.
Здобув 6 парних титулів.
Найвищим досягненням на турнірах Великого шолома був півфінал в одиночному розряді.

## Фінали за кар'єру

### Парний розряд (6–8)
| Результат | Ранг | Дата | Турнір                   | Покриття   | Партнер           | Суперники                           | Рахунок       |
| --------- | ---- | ---- | ------------------------ | ---------- | ----------------- | ----------------------------------- | ------------- |
| Перемога  | 1.   | 1988 | Скенектаді, США          | Тверде     | Александр Мронц   | Пол Еннекон Патрік Макінрой         | 6–3, 6–7, 7–5 |
| Поразка   | 1.   | 1991 | Гуаружа, Бразилія        | Тверде     | Шелбі Кеннон      | Олів'є Делетр Родольф Жільбер       | 2–6, 4–6      |
| Поразка   | 2.   | 1991 | Шарлотт, США             | Ґрунт      | Брет Гарнетт      | Рік Ліч Джим П'ю                    | 3–6, 6–2, 3–6 |
| Перемога  | 2.   | 1992 | Генуя, Італія            | Ґрунт      | Шелбі Кеннон      | Паул Гаргейс Марк Куверманс         | 6–1, 6–1      |
| Перемога  | 3.   | 1992 | Connecticut Open, США    | Тверде     | Франсіско Монтана | Джанлука Поцці Оллі Ранасто         | 6–4, 6–2      |
| Поразка   | 3.   | 1993 | Флоренція, Італія        | Ґрунт      | Марк Куверманс    | Томас Карбонелл Лібор Пімек         | 6–7, 6–2, 1–6 |
| Поразка   | 4.   | 1993 | Генуя, Італія            | Ґрунт      | Марк Куверманс    | Серхіо Касаль Еміліо Санчес Вікаріо | 3–6, 6–7      |
| Поразка   | 5.   | 1994 | Флоренція, Італія        | Ґрунт      | Ніл Брод          | Джон Айрленд Кенні Торн             | 6–7, 3–6      |
| Перемога  | 4.   | 1994 | Сан-Марино               | Ґрунт      | Ніл Брод          | Хорді Арресе Ренцо Фурлан           | 6–4, 7–6      |
| Поразка   | 6.   | 1994 | Палермо, Італія          | Ґрунт      | Ніл Брод          | Том Кемперс Джек Вейт               | 6–7, 4–6      |
| Перемога  | 5.   | 1995 | Кіцбюель, Австрія        | Ґрунт      | Франсіско Монтана | Хорді Арресе Вейн Артурс            | 6–7, 6–3, 7–6 |
| Поразка   | 7.   | 1995 | Тулуза, Франція          | Тверде (i) | Дейв Ренделл      | Йонас Бйоркман Джон-Лаффньє де Ягер | 6–7, 6–7      |
| Поразка   | 8.   | 1996 | Estoril Open, Португалія | Ґрунт      | Том Найссен       | Томас Карбонелл Франсіско Ройг      | 3–6, 2–6      |
| Перемога  | 6.   | 1997 | Корал-Спрінгс, США       | Ґрунт      | Дейв Ренделл      | Люк Єнсен Мерфі Єнсен               | 6–7, 6–2, 7–6 |